# チヴィテッラ・イン・ヴァル・ディ・キアーナ
チヴィテッラ・イン・ヴァル・ディ・キアーナ (伊: Civitella in Val di Chiana) は、イタリア共和国トスカーナ州アレッツォ県にある、人口約8,700人の基礎自治体（コムーネ）。

## 地理

### 位置・広がり

#### 隣接コムーネ
隣接するコムーネは以下の通り。
- アレッツォ
- ブーチネ
- ラテリーナ・ペルジネ・ヴァルダルノ (ラテリーナ、ペルジネ・ヴァルダルノ)
- モンテ・サン・サヴィーノ

### 気候分類・地震分類
チヴィテッラ・イン・ヴァル・ディ・キアーナにおけるイタリアの気候分類 (it) および度日は、zona E, 2269 GGである。
また、イタリアの地震リスク階級 (it) では、zona 3 (sismicità bassa) に分類される。

## 行政

### 分離集落
チヴィテッラ・イン・ヴァル・ディ・キアーナには以下の分離集落（フラツィオーネ）がある。
- Albergo, Badia al Pino (sede comunale), Ciggiano, Cornia, Gebbia, Matroia, Oliveto, Pieve a Maiano, Pieve al Toppo, Ponticino, Spoiano, Tegoleto, Tuori, Viciomaggio

## 姉妹都市
- Kämpfelbach、ドイツ
- Ain Beda、サハラ・アラブ民主共和国

## 文化・観光
「スローシティ」加盟都市である。